# Lotta ai Giochi olimpici intermedi
La lotta ai Giochi olimpici intermedi del 1906 di Atene fu rappresentato da quattro eventi di categoria maschile.

## Risultati
| Evento                  | Oro                  | Argento          | Bronzo         |
| Pesi leggeri (dettagli) | Rudolf Watzl         | Carl Carlsen     | Ferenc Holubán |
| Pesi medi (dettagli)    | Verner Weckman       | Rudolf Lindmayer | Robert Behrens |
| Pesi massimi (dettagli) | Søren Marinus Jensen | Henri Baur       | Marcel Dubois  |
| Generale                | Søren Marinus Jensen | Verner Weckman   | Rudolf Watzl   |

## Medagliere
| Posizione | Paese     |   |   |   | Totale |
| --------- | --------- | - | - | - | ------ |
| 1         | Danimarca | 2 | 1 | 1 | 4      |
| 2         | Austria   | 1 | 2 | 1 | 4      |
| 3         | Finlandia | 1 | 1 | 0 | 2      |
| 4         | Belgio    | 0 | 0 | 1 | 1      |
| 4         | Ungheria  | 0 | 0 | 1 | 1      |